# Szuronyos kolibri
A szuronyos kolibri (Ensifera ensifera) a madarak osztályának sarlósfecske-alakúak (Apodiformes)  rendjébe és a kolibrifélék (Trochilidae) családjába tartozó Ensifera nem egyetlen faja.

## Előfordulása
Dél-Amerikában Bolívia, Kolumbia, Ecuador, Peru és Venezuela területén honos. A természetes élőhelye szubtrópusi vagy trópusi hegyi nedves erdők, szubtrópusi vagy trópusi hegyi legelők, szubtrópusi vagy trópusi hegyi cserjések és vidéki kertek

## Megjelenése
Testhossza 23–24 centiméter (a körülbelül 10 centiméteres csőrrel együtt). Hosszú, vékony csőre hosszabb, mint maga a test. Ha a madár testéhez arányítjuk, akkor a madarak közül ennek fajnak van a legnagyobb csőre. Csillogó melle és hasoldala van, de faroktollainak alsó része is fénylik.
|  |

## Életmódja
Hátrabillentett fejjel és meredeken felfelé tartott csőrrel pihen, mivel így viseli el legjobban annak súlyát. Ugyanilyen testhelyzetben táplálkozik a lecsüngő trombita alakú virágok kelyhéből is. Ez az egyetlen faj, amelyik a maszlagok (Datura nemzetség) virágkelyhéből annak megfúrása nélkül is tud nektárt szerezni.
Nektárral és virágporral táplálkozik. Szerepe van egyes virágok beporzásában is. Repülő rovarokat is elfog.

## Szaporodása
Fák ágaira, vagy kilógó gyökérzetre készíti csésze alakú fészkét.